# Кочетовка (Воронежская область)

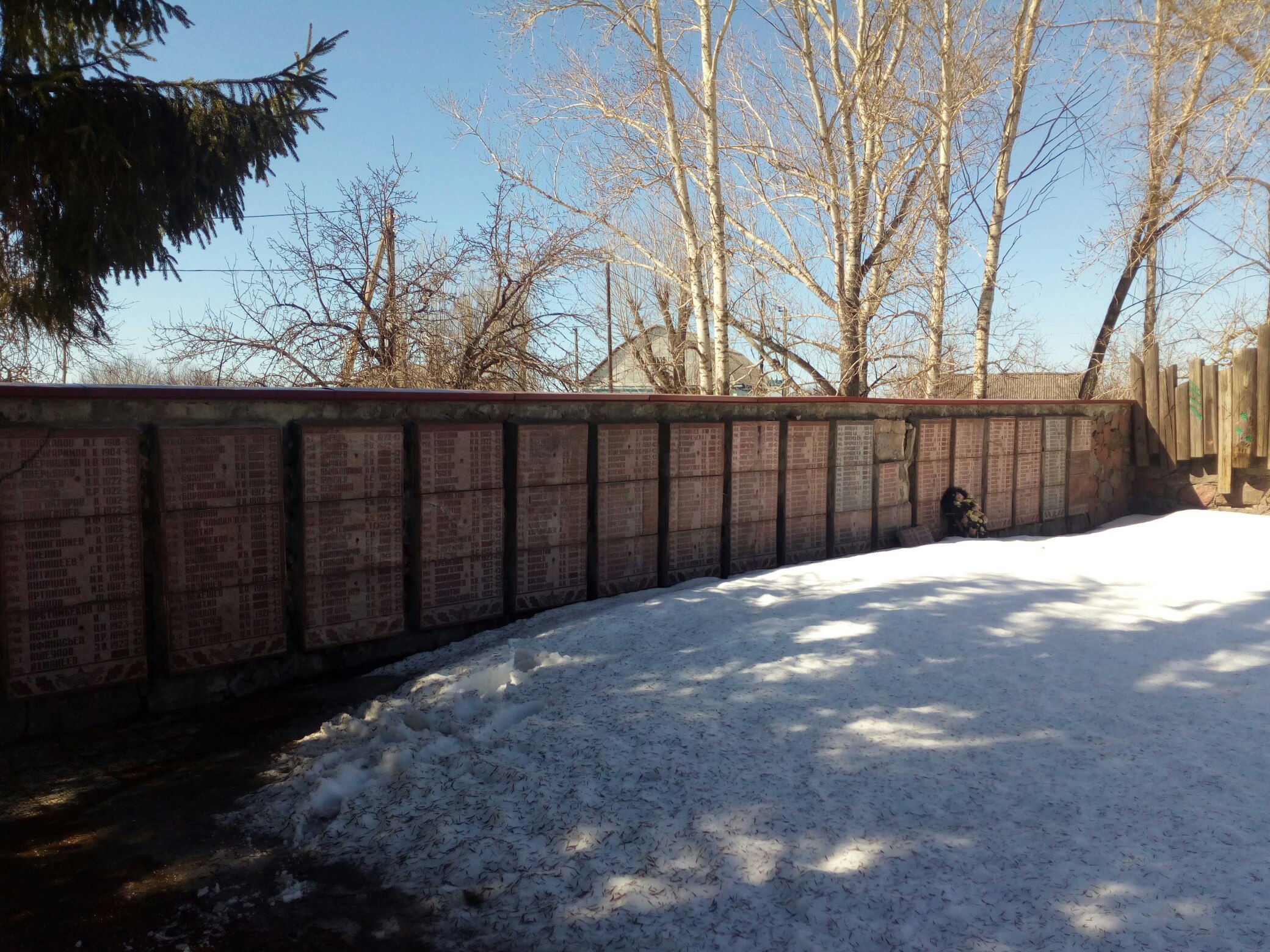
Общий вид мемориала

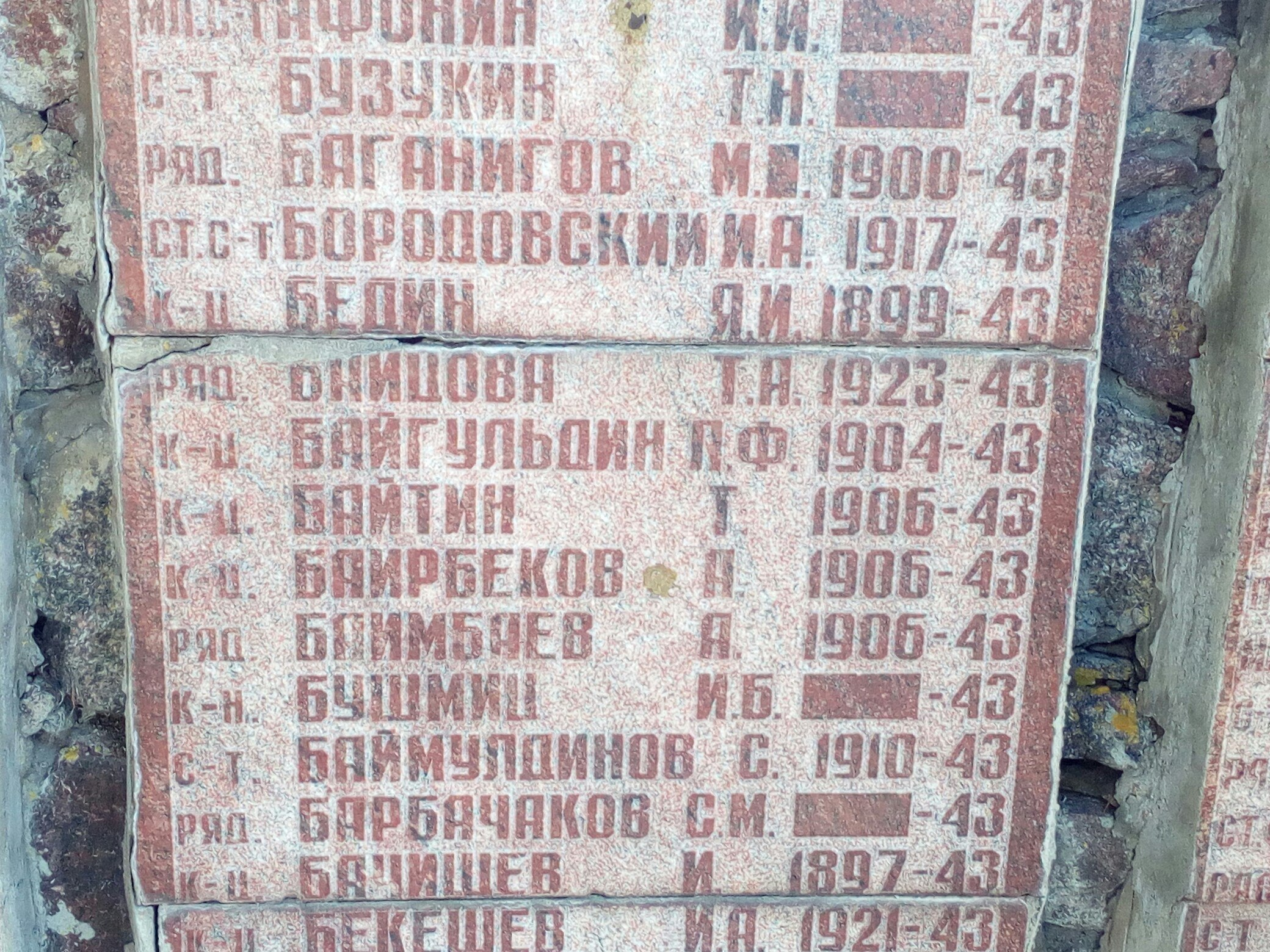
Доска с именами. Байтин Тусуп и другие

Кочетовка — село в Хохольском районе Воронежской области России. Административный центр Кочетовского сельского поселения.

## География
Село находится в северо-западной части Воронежской области, в лесостепной зоне, в пределах Среднерусской возвышенности, к западу от реки Дон, на расстоянии примерно 21 км (по прямой) к югу от посёлка городского типа Хохольский, административного центра района. Абсолютная высота — 225 м над уровнем моря.
Часовой пояс
Село Кочетовка, как и вся Воронежская область, находится в часовой зоне МСК (московское время). Смещение применяемого времени относительно UTC составляет +3:00.

## Население
| 1859 | 1897  | 2010 |
| ---- | ----- | ---- |
| 2507 | ↗2870 | ↘514 |

Гендерный состав
По данным Всероссийской переписи населения 2010 года в гендерной структуре населения мужчины составляли 44,6 %, женщины — соответственно 55,4 %.
Национальный состав
Согласно результатам переписи 2002 года, в национальной структуре населения русские составляли 93 %.

## Улицы
| - ул. Верхняя, - ул. Весёлая, - ул. Ленинградская, - ул. Молодёжная, | - ул. Солнечная, - ул. Центральная, - ул. Школьная. |

## Инфраструктура
В селе функционируют средняя общеобразовательная школа, фельдшерско-акушерский пункт, дом культуры и отделение Почты России.

## Известные уроженцы
- Князев, Николай Трифонович (1937—2016) — советский государственный и партийный деятель.

## Достопримечательности
В селе расположен Мемориал «Память», который воздвигнут на месте братской могилы № 305 и посвящён освободителям села от немецко-фашистских захватчиков.